# Mikle Peti
Mikle Péter, művésznevén Mikle Peti (Párkány, 1989. január 31. –) zenész, dalszerző, énekes és hangmérnök.
Zenei pályafutását 2000 tavaszán kezdte mint vendéglátós zenész. Fő profilja azóta is az élőzene-szolgáltatás. 2012-től a NótaTV (SlágerTV) csatornáján szerepelt, 2017-től a MuzsikaTV zenés csatorna fellépő tagja. 2009-től saját hangstúdiót üzemeltet AMIDI Studio néven.

## Hangszerek
billentyűsök, ének

## Megjelenések és zenei stílus
Folyamatosan jelennek meg videoklipjei és zenei kiadványai az interneten, saját dalok és egyéb feldolgozások. Zenei stílusa változatos, ám leginkább a mulatós stílusokat tartja előtérben a pop és a klasszikus tánczenék mellett. Zenei stílusára jellemzőek a dallamos akkordkörök és a kidolgozott zenei frázisok, amiket saját dalaiban is előszeretettel alkalmaz. Első videoklipje 2011 nyarán jelent meg az interneten, címe: "Tedd a szívedre a kezed", Flipper Öcsi slágerének feldolgozása.   
Legújabb dalai a MuzsikaTV zenés csatornáján hallhatóak, többek közt a Felvidéki Mulatós Show, Fűre lépni Ihos, Retro Disco, Nagy Fröccs, MuzsikaTV Extra és Lakodalmas Didivel műsorokban.

## Diszkográfia
- 2021 - Angel In The Rain (single)
- 2021 - Synth Level 1 (single)
- 2021 - Válogatás I.
- 2021 - Válogatás II.
- 2021 - Arcade Player (single)
- 2021 - Helicopter (single)
- 2022 - Dorna's Nightmare (single)
- 2022 - Gyere ma bulizni!

- 2023 - Railroad (single)

- 2023 - Jöjj el hozzánk Karácsony (single)